# Сумбанці
Сумба́нці— народ в Індонезії, на острові Сумба (є частиною провінції Східна Нуса-Тенґара), одному з Малих Зондських островів.
Сумбанці називають себе тау-гумба (Tau Humba), а свій острів — Тана-Гумба (тана означає «земля» або «острів»). Вони поділяються на кілька територіальних субетнічних груп: коді, вевева, лаура, мамбору, ламбоя, ванукака, камбера, карера.

## Розселення

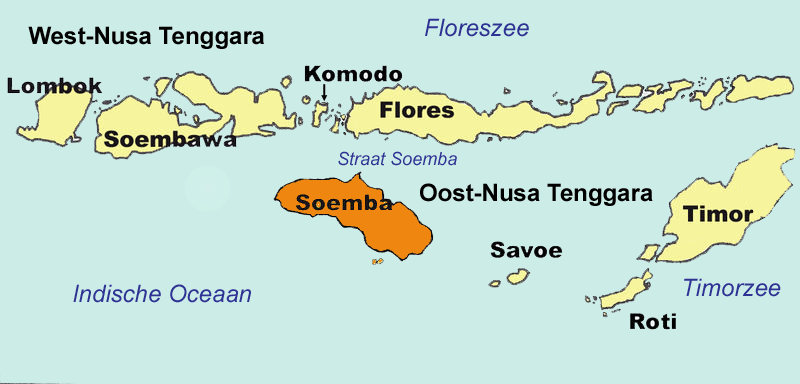
Розташування острова Сумба в групі Малих Зондських островів.

Острів Сумба гористий, тут розташовані вапнякові височини та нерівні плато, на узбережжі є низовини. Клімат жаркий і сухий з відносно коротким сезоном дощів та довшим сухим сезоном. Західна частина Сумби більше вкрита лісами, на сході переважають луки.
На півночі протока Сумба відділяє острів від островів Сумбава та Флорес, на сході розташовані острови Саву, Роті, Тимор. Всі ці острови мають споріднене із сумбанцями населення.

## Чисельність
У межах провінції Східна Нуса-Тенґара сумбанці в 2010 році налічували 643 045 осіб (13,76 % населення провінції). Офіційна статистика Індонезії зараховує їх до числа народів Східної Нуса-Тенґари. Разом 2010 року їхня чисельність в межах провінції становила 3 793 242 особи, а по всій Індонезії — 4 184 923 особи.

## Мова
Говорять спорідненими сумбанськими мовами, що належать до сумба-флореської групи центрально-східної гілки малайсько-полінезійських мов. На заході Сумби поширені 7 різних мов (лаура, мамбору, вевева, коді, ламбоя, ванукака й анакалангу), на сході — лише одна мова (камбера), але вона має багато діалектів. Сумбанці називають свою мову гілу-гумба (Hulu Humba).
Поширена також індонезійська мова. Вона є мовою шкільного навчання, тому діти володіють індонезійською краще за батьків. У побуті місцеве населення користується рідними мовами.

## Історія
Сумбанці є корінними жителями острова Сумба. Легенди стверджують, що їхні предки потрапили на острів «кам'яним мостом», що з'єднував Сумбу з островами Сумбава та Флорес.
У XIV ст. Сумба була частиною яванської імперії Маджапагіт, у XVI—XVII ст. перебувала в залежності від султанатів Біма та Гова (центр першого з них розташовувався на сході острова Сумбава, другого — на півдні острова Сулавесі). Проте ці політичні зміни мало вплинули на повсякденне життя місцевого населення. Його більше зачіпали внутрішні конфлікти, сумбанські роди та дрібні князівства постійно воювали між собою. На сусідніх островах Сумбу вважали дуже жорстоким островом.
1522 року на Сумбу прибули перші португальські кораблі, голландці з'явилися тут у XVIII ст. Європейців цікавило в першу чергу сандалове дерево. Від європейців сумбанці, особливо знатні та заможні, отримували гармати, рушниці та порох. Наявність вогнепальної зброї була визначальним чинником у війнах між окремими групами народу.
Незважаючи на те, що 1866 року Сумба офіційно увійшла до складу Нідерландської Ост-Індії, місцеві соціально-політичні культури зазнали мало змін. Періодичні зіткнення між родовими групами трапляються і в наші дні. В той же час, незважаючи на ворожнечу, лідери місцевих політичних об'єднань підтримували постійні зв'язки між собою. Коли помирав хтось із правителів або його родичів, інші володарі обов'язково прибували на похорони, як пожертви вони брали із собою худобу, золото, тканини тощо. Похорони супроводжувались великою процесією, що налічувала від десятків до сотень тисяч людей. Якщо якийсь із правителів не виявив уваги, вважалося, що він порушив братські стосунки. Цей звичай існував ще до недавнього часу, зокрема традиційна церемонія поховання представника знаті відбулася на сході Сумби 1983 року.

## Релігія
Близько 64 % сумбанців — християни (¾ з них протестанти, переважно реформати, ¼ — католики), приблизно 6 % є мусульманами-сунітами, решта зберігає традиційну релігію Марапу. Християнізація народу стала результатом успішної діяльності місіонерів з Португалії, Нідерландів та Німеччини. Нові релігії більше поширені в містах, у сільській місцевості сильнішими лишаються позиції традиційних вірувань.
Марапу — це колективний термін для всіх духовних сил, «обожнений предок», який діє як посередник між живими людьми та богом-творцем. Уважається, що саме предки марапу встановили звичаї та традиції, які стосуються народження, шлюбу, смерті, ведення господарства, війни тощо. Душі предків завжди живі й спостерігають за людьми, вони можуть допомагати або шкодити людям. З цієї причини духам присвячені спеціальні обряди. Персоніфікація марапу виявляється у вигляді статуй, символів місяця, сонця, різних тварин, рослин тощо. Ці символи зберігають на горищі хати, де, як уважають, присутні духи предків. Разом із тим, релігія марапу не має храмів або постійних місць вшановування духів.
Найважливішим у марапу є віра в обмеженість життя в нашому світі та вічне життя після смерті. Стара релігія передбачає проведення великої кількості церемоній, пов'язаних з основними подіями життєвого циклу, родючістю землі, але головною вважається церемонія поховання. Смерть для сумбанців означає початок нового життя в загробному світі, тому небіжчика слід спорядити всім необхідним у потойбічному житті, й це не вважається марнотратством. Що вищим був статус померлого в суспільстві, тим масштабнішою мала бути церемонія поховання. Похорони володарів князівств нерідко відкладалися десятиліттями, поки родичі не зберуть потрібні для цього кошти. Тіло знатного небіжчика прикрашали численними й різноманітними прикрасами з чистого золота, щоб вдягти померлого й прикрасити труну використовувалась велика кількість дорогого полотна, забивали сотні голів домашньої худоби для проведення бенкету. Поховання передбачало проведення багатьох обов'язкових церемоній та обрядів, на похорони приходили десятки тисяч людей.
Сільські громади мають своїх духовних лідерів, що звуться рато.

## Суспільство
Дуже важливою для сумбанців є їхня належність до певного роду. Суспільство поділяється на великі екзогамні патрилінійні родинні групи (клани), які на заході Сумбави називаються кабізу, а на сході — кабігу. Члени такої групи вважають, що вони походять від спільного предка. Вони спільно володіють певними ділянками землі, традиційними громадськими хатами та священними об'єктами. Вони також беруть спільну участь у традиційних церемоніях та релігійних обрядах. Кожен клан має свого лідера, якого називають кабісу. Це виборна посада, кандидат має відповідати таким вимогам, як чесність і повага членів громади. В обов'язки кабісу входить розв'язання суперечок, надання дозволу на шлюб тощо.
Клани поділяються на розширені сім'ї, а ті, в свою чергу, — на нуклеарні сім'ї, які називаються білік і є базовою одиницею сумбанського суспільства.
Об'єднання кількох сіл називається парайнгу. Воно має певні географічні межі. На чолі парайнгу стоїть бапа-раджа, ця посада спадкова й передається за чоловічою лінією.
Сумбанська система спорідненості визначає походження людини за батьківською лінією. Жінки мають низький статус у суспільстві.
Сумбанські клани екзогамні. Шлюб патрилокальний. В знатних родинах практикується багатоженство. За наречену прийнято давати немалий викуп, до складу якого входить золото, срібло, мідь, слонова кістка, тканини, одяг, намиста, буйволи, коні, свині. Після одруження жінка стає членом клану свого чоловіка, так само й їхні діти.
У минулому сумбанське суспільство поділялося на декілька верств: марамба (шляхетні: потомки засновників села, родо-племінні вожді, жерці), кабігу (звичайні селяни, найчисельніша верства) та ата (раби). Ця система продовжує існувати, але вже не має сили в індонезійському суспільстві. Проте шляхетні володіють більшою частиною земель і завдяки цьому заможні й мають високий статус у суспільстві. Для шляхтичів важливим є підтримання свого рангу та чистоти крові, для цього вони мають одружуватися з людиною із рівним статусом. При цьому чоловік марамба може одружитися із жінкою з нижчої верстви й тим підвищити її статус, але шляхетна жінка не може цього робити. Серед верстви кабігу також прийнято підтримувати чистоту своєї крові, одружуючись із рівнею.

## Господарство

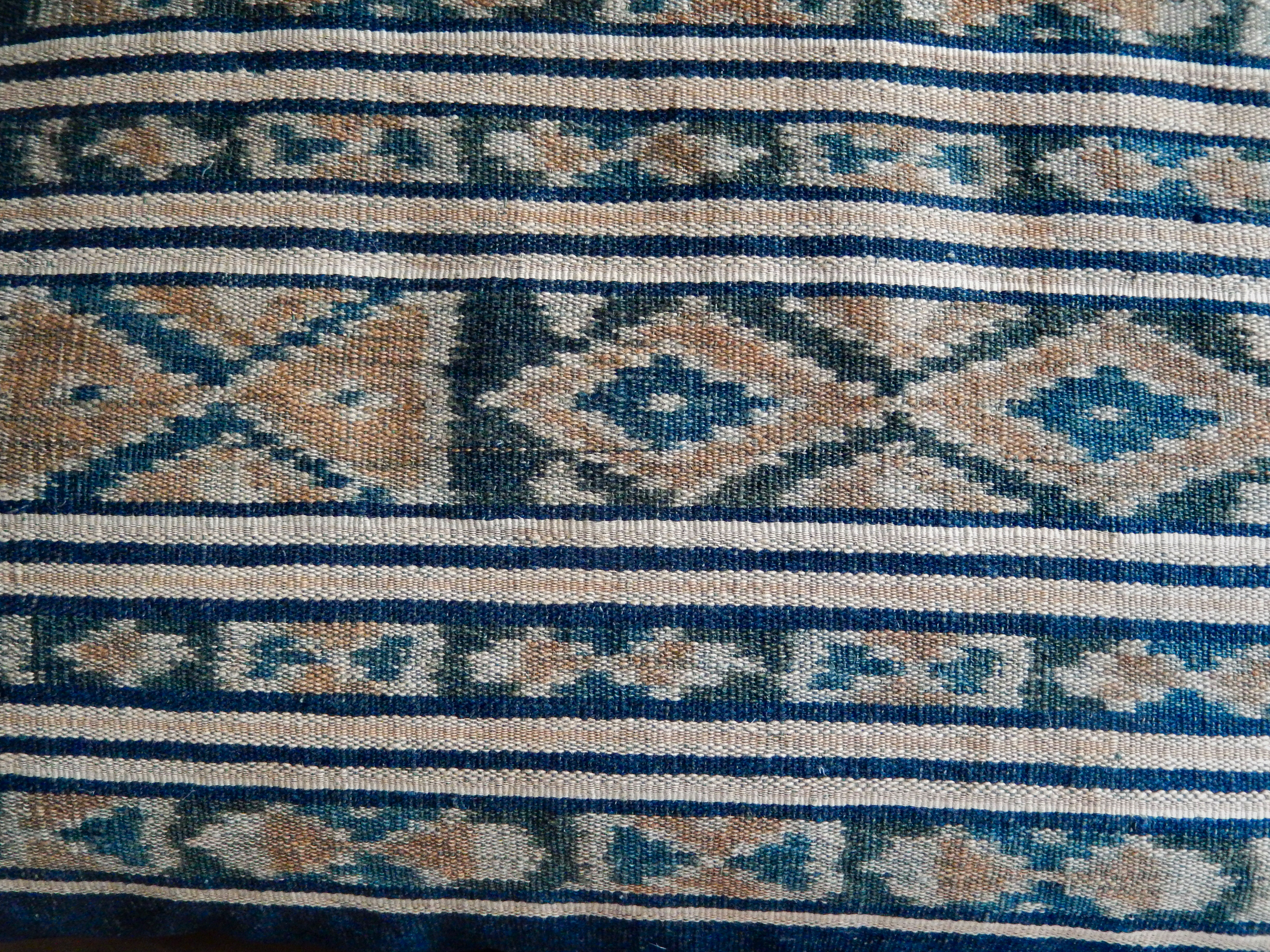
Сумбанська тканина ікат з геометричним малюнком.

Основне заняття — землеробство на богарних і зрошуваних полях з використанням традиційних методів. Вирощують рис, кукурудзу, просо, бульби, каву, фрукти, овочі, перець, цукрову тростину.
Обробітком землі займаються чоловіки, жінки та діти приєднуються до них у вільний час. Буйволів виганяють на заливні рисові поля, й вони витоптують ґрунт, доки верхній шар не подрібниться. Ще однією важливою роботою на полях є виполювання бур'янів, якою зазвичай займаються жінки та діти. Під час збирання врожаю запрошують на допомогу родичів або сусідів.
Важливе місце в господарстві займає також тваринництво, тримають буйволів, корів, коней, свиней, курей. Великих тварин чоловіки виводять на пасовища. Коли трави, потрібної для випасу худоби, не вистачає, її підгодовують стеблами банана, напувають водою. Свині та кури вільно бродять селом, двічі на день жінки годують їх кукурудзяним пюре, звареним зі стеблами банана та тертим кокосом. Коней та буйволів використовують у господарстві, а буйволів ще для жертвоприношень і для викупу за наречену. М'ясо жертовних тварин іде на святковий стіл.
Високої майстерності досягли сумбанські ткалі, що застосовують технологію ікат. На відміну від батику, тканини ікат не фарбуються, натомість фарбується кожна нитка з використанням натуральних барвників. Сумбанський ікат демонструється в багатьох музеях світу як приклад високої якості текстильного дизайну. Тканини прикрашені геометричними візерунками, зображеннями сцен із сільського життя, тварин та міфічних істот. Виготовляють також плетені вироби з бамбука та листя пандана, а ще прикраси з кісток та рогів буйволів, різноманітні залізні знаряддя.

## Побут

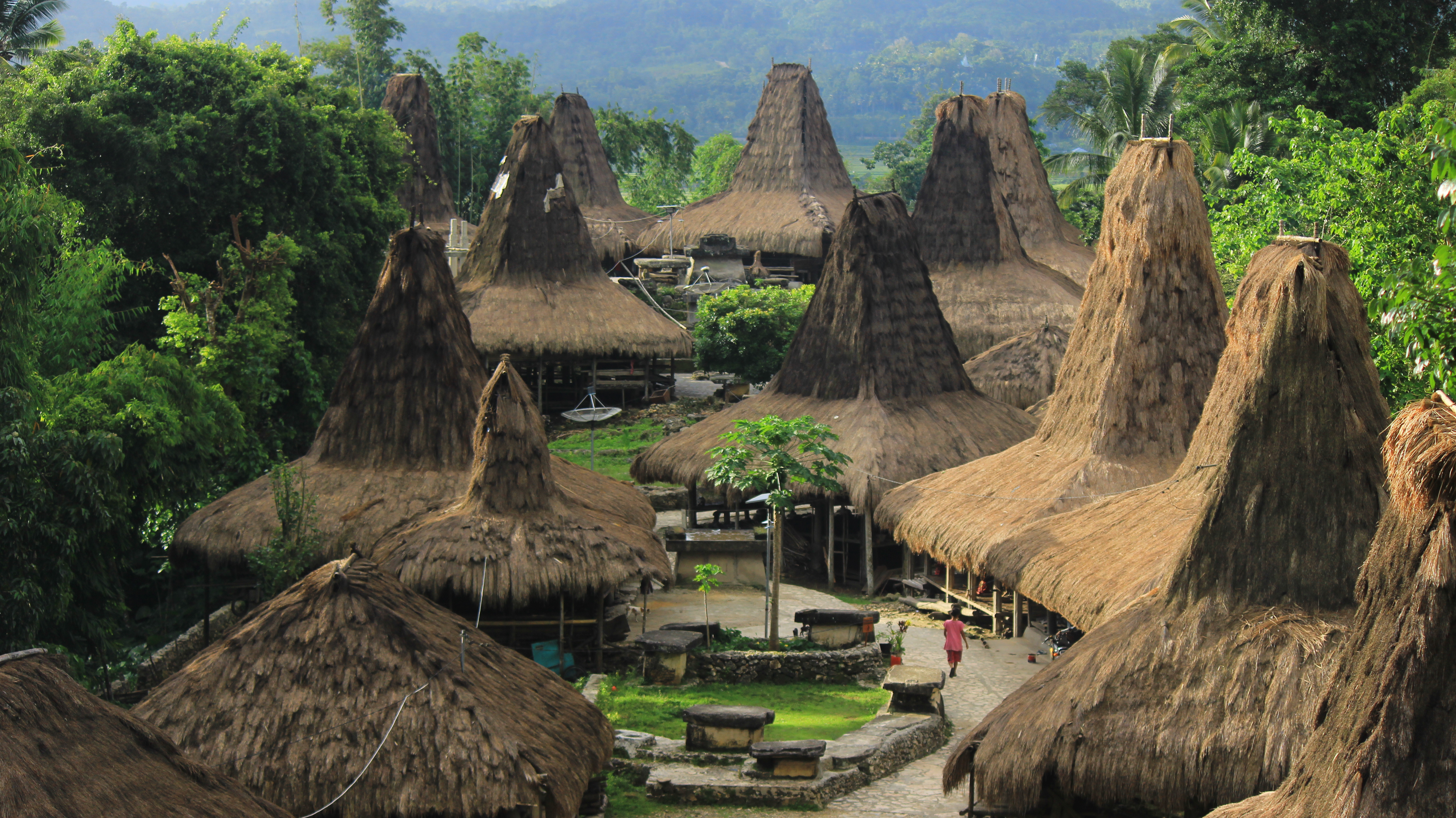
Село в традиційному стилі на західній Сумбі.

Традиційно сумбанці засновували свої села на пагорбах або в горах, вони мали бути захищеними від ворогів і знаходитися ближче до духів предків, які, як уважають, «живуть» на підвищенні. Село оточували кам'яною стіною й колючими рослинами з двома воротами: входом і виходом. По центру розташовувався майдан (талора) з могилами та жертовниками, він був місцем проведення громадських ритуалів. Хати стояли або навколо талори, або двома паралельними рядами фасадом на хати іншого ряду. В селі могло бути від 3 до 30 хат.
Жителі села зазвичай належать до одного роду. Кожен рід має свою родову хату (ума-кабігу), яка за розмірами відрізняється від тих, в яких живуть люди. Це так звана хата з вежею — дуже високою центральною частиною даху, яка призначена для душ предків (марапу) і зберігання родових культових предметів. Житлові хати на Сумбі бувають двох типів: хати з вежами (ума-мбагангу) та звичайні хати (ума-камундунгу).
Традиційні сумбанські хати з вежами мають оригінальну конструкцію й вирізняються характерним дуже високим і стрімким солом'яним дахом. Головні колони робили з стовбура пальми, стіни та підлогу традиційно виплітали з бамбука. Традиційна хата — це не просто житло, а й своєрідний соціальний та обрядовий блок. Вона має 3 рівні: нижній (ума-далу) символізує підземний світ, тут живуть тварини й ведеться господарська діяльність; другий поверх (бага) призначений для проживання людей; верхній поверх (лабу-бага) — це світ духів і предків, тут зберігають культові предмети. Звичайна хата стоїть на палях і не має вежі. Таку хату ще називають «холодною хатою», тоді як хату з вежею — «теплою хатою».
Сучасні сумбанці далеко не завжди дотримуються старих традицій в архітектурі. Форми стають простішими, стіни роблять із дерев'яних дощок, дах криють бляхою. Хата поділяється на кухню (ума-ау) та велику кімнату (ума-бокулу).
У повсякденному житті сумбанці носять сучасний одяг, але зберігається й традиційний костюм, який вдягають на свята. Чоловічий костюм — це короткий саронг, який зав'язують навколо стегон, і ремінь з мечем; на голову вдягають пов'язку або тюрбан. Жінки носять довгий саронг.
Їжа переважно рослинна; м'ясо їдять на свята, у вареному або смаженому вигляді.

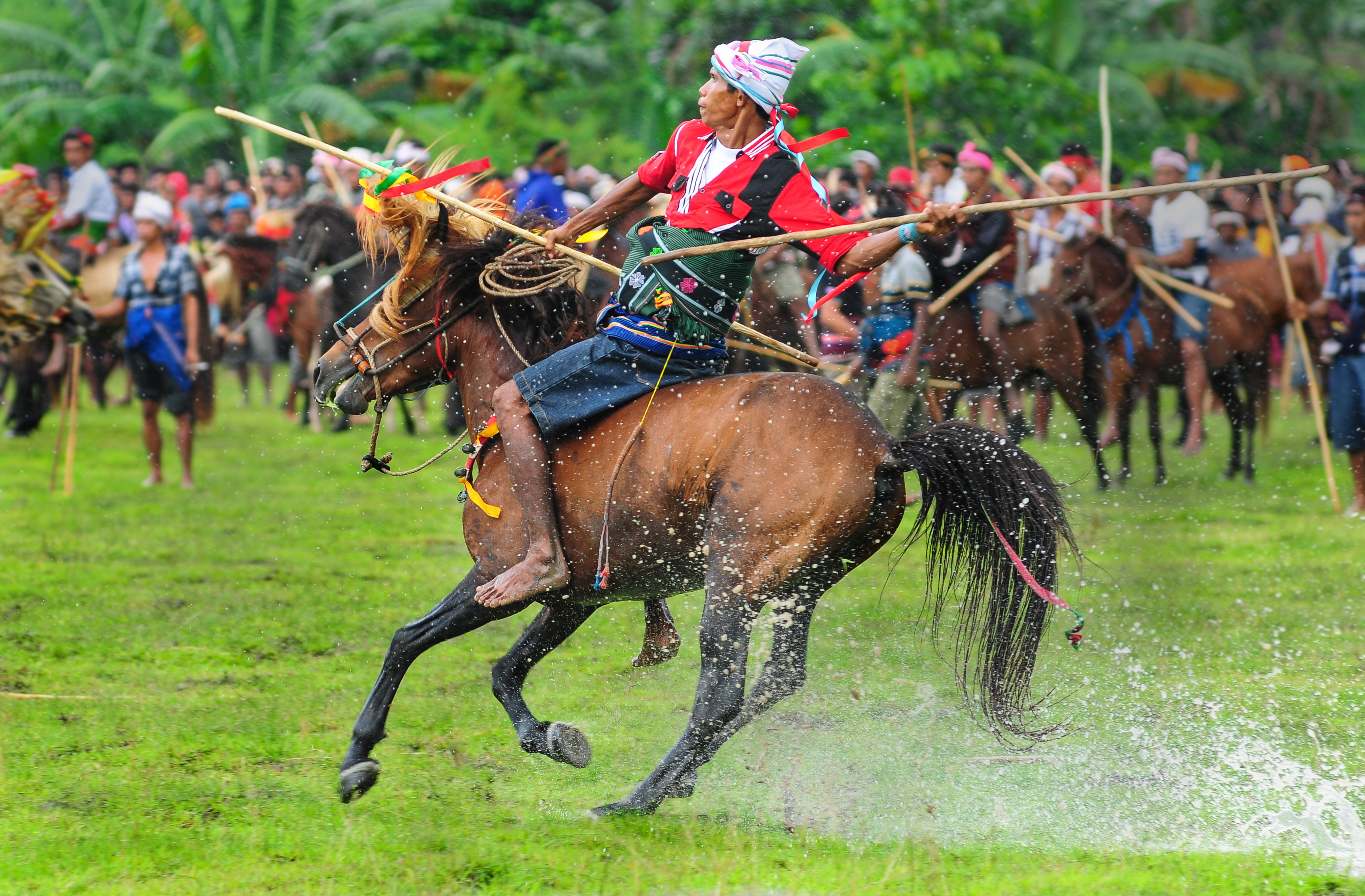
Пасола — традиційні сумбанські кінні бої на списах.

Сумбанці прагнуть гармонії в суспільному житті, причому повна гармонія, на їхні переконання, означає жити в порозумінні з духами. Люди дуже цінують гостинність, символом якої є горіхи бетелю, якими за звичкою сумбанці пригощають один одного. Важливими цінностями є також згуртованість на взаємна допомога. Родичі зазвичай тримаються разом, а члени одного кабігу разом ставлять хати, обробляють городи, проводять традиційні бенкети, займаються організацією весілля та похорону.
Важливе місце в житті сумбанців займає священний місяць вула-ньяле на початку сільськогосподарського сезону. Протягом цього місяця люди дотримуються певних табу, наприклад, намагаються не створювати неприємностей один одному, не вдягатися вишукано, не співати, не бити в барабани, не плакати над померлими, не спалювати бур'яни тощо. Все спрямоване на те, щоб умилостивити богів і тим забезпечити майбутній гарний урожай. Фінальною подією є день зустрічі черв'яків ньяле, яких уранці на пляжі збирають спеціальні виконавці церемонії. За кількістю, розміром та поведінкою черв'яків визначають, на який урожай слід очікувати наступного сезону. Після цього проводять народні гуляння, головною подією яких є народна гра пасола. На поле виходять два загони воїнів, що представляють два села. Бійці вдягнені в барвистий традиційний одяг, сидять верхи на конях й озброєні дерев'яними списами. Змагання спостерігає велика кількість людей, які підбадьорюють кожного з бійців.